# Møllehøj

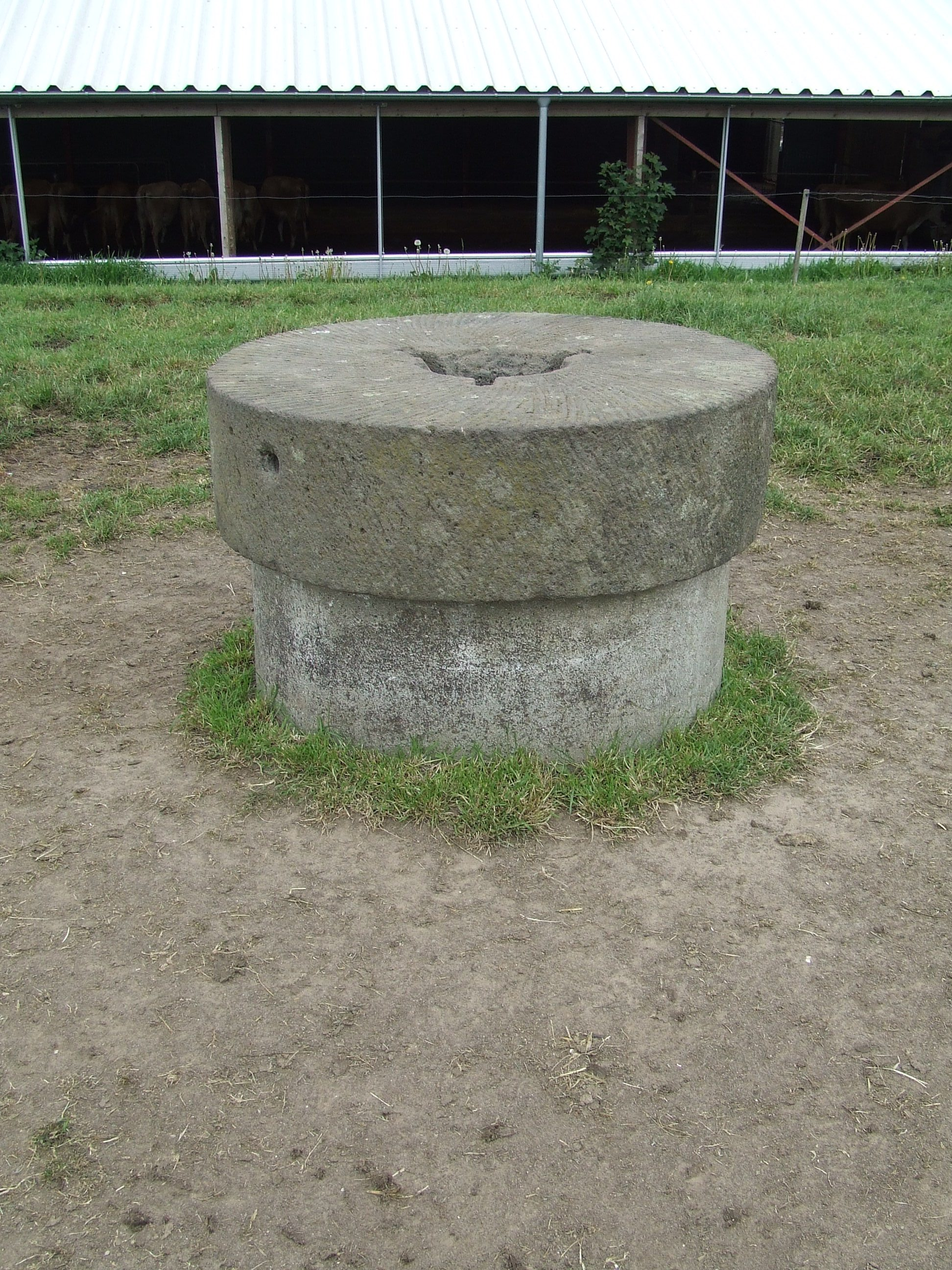
La piedra de molino que marca la cumbre del Møllehøj.

Møllehøj («loma del molino») es el punto «natural» más alto de Dinamarca con 170,86 metros sobre el nivel del mar de altitud. Está en las colinas Ejerbjerge en el municipio de Skanderborg, muy cerca del Ejer Bavnehøj. La cumbre está marcada con una muela de molino, un resto del molino de Ejer que estaba situado en la colina desde 1838 hasta 1917. El molino tenía ocho lados y un tejado en forma de cebolla.
Nuevas medidas realizadas en febrero de 2005 mostraron que el Møllehøj era más alto que el Yding Skovhøj (172,66 m incluyendo un túmulo de la Edad de Bronce que hay en su cumbre, 170,77 m s. n. m. sin él) en el municipio de Horsens o Ejer Bavnehøj, ambos se pensaron que eran más altos. Estos dos puntos cumbre naturales son, sin embargo, respectivamente 9 y 51 cm más bajos que el Møllehøj. Fue oficialmente reconocido como el punto más alto de Dinamarca en 2005.